# Tõlla jõgi
Tõlla jõgi är ett vattendrag i sydvästra Estland. Ån är 23 km lång. Den är en västligt vänsterbiflöde till Halliste jõgi och ingår i Pärnus avrinningsområde. Källan ligger vid Raamatu i Abja kommun i landskapet Viljandimaa nära gränsen till Lettland. Sammanflödet med Halliste jõgi ligger vid byn Kamali i Saarde kommun i landskapet Pärnumaa. Ån passerar byn Tõlla i Saarde kommun som givit ån dess namn.  